# Nomeansno
Nomeansno (transkr. Nouminsnou), ponekad takođe napisano kao NoMeansNo ili No Means No, je pank rok sastav iz Vankuvera, Kanada. Bend nikada nije imao (a čini se da to i nije nešto čemu teže) veliki mejnstrim uspeh, ali imaju brojne odane fanove širom Severne Amerike i Evrope. Kako bi im se odužili za odanost, bend ima česte turneje na oba kontinenta.

## Istorija
Bend su 1979. godine osnovala braća Rob Rajt (engl. Rob Wright) (vokal i bas) i Džon Rajt (engl. John Wright) (bubnjevi, klavijature i vokal). Ime benda, NeZnačiNe, potiče od slogana protiv silovanja. U toku prve četiri godine, činilo se da na muziku dua mnogo više utiču džez i progresivni rok, nego pank rok. Muzički kritičari su njihove najranije snimke opisali kao "Devo na džez tripu, Motorhed posle umetničke škole, ili Vajr na psihotčnim steroidima."
Nomeansno se takođe čak smatraju i jednim od osnivača met roka(engl. math rock).
Braća Rajt su sa snimanjem počeli u roditeljskom podrumu 1979. godine. Ovi snimci su sadržali čitave aranžmane rok benda, i imali su nju vejv, u neku ruku izvitoperene pop zvuke, umnogome različite od onih koji će uslediti. Početkom osamdesetih je duo počeo da na svirkama izvodi jednostavnu kombinaciju basa, bubnjeva i vokala, i upravo tada je njihov sadašnji stil počeo da se gradi. Pesme koje su svirali u tom periodu dokumentovane su na Mama LP-u (koji je ponovo izdat 2004. godine za njihov Rong Rekords.
1983. godine, bendu se kao gitarista i vokal priključio Endi Ker (engl. Andy Kerr), koji je svirao sa Džonom Rajtom u Infejms Sajentistsima (engl. Infamous Scientists)). Ker je insistirao na svom pseudonimu "Batrkap" (engl. Buttercup) ili "Nije-Vaša-Jebena-Stvar" (engl. None-Of-Your-Fuckin-Business). On je doprineo hardkor pank edž zvuku benda, i ostao član sve do 1992. godine. Često su mu pogrešno bile pripisivane zasluge za tekstove benda koje je pevao. Glavni tekstopisac u bendu je zapravo bio Rob Rajt, ali su i ostali članovi podjednako doprinosili tom poslu.
Najreprezentativnijim albumom benda smatra se "Pogrešan" (engl. Wrong). Nakon Kerovog odlaska iz benda, braća Rajt su kao duo snimili album "Zašto me zovu gospodin Sreća?" (engl. Why Do They Call Me Mr. Happy?). Uskoro su u bend regrutovali gitaristu Toma Holistona (engl. Tom Holliston) iz Šoubiznis Džinova (engl. Showbusiness Giants) i Braće Henson (engl. The Hanson Brothers). Zajedno su nastavili sa turnejama i izdavanjem albuma kao što su Vrldhud of d Vrld (sač ez) (engl. Worldhood of the World (such as)), "Dens of d Hedles Buržoazi" (engl. Dance of the Headless Bourgeisie), "Uan" (engl. One), i poslednji "Ol Rouds Lid Tu Ausfart" (engl. All Roads Lead To Ausfahrt), koji je izašao 22. Avgusta 2006. godine. U Sjedinjenim Državama album je izdala kuća EntEsidAudio (engl. AntAcidAudio), a u Evropi Sautern Rekords.
Na albumu koji je izašao 2000. godine, "Uan", našle su se "dve sjajne obrade, koje imaju smisla samo kad dolaze od Nomeansno": spora rok verzija pesme "Bit on d Bret" (engl. Beat on the Brat) Ramounsa (engl. Ramones) i autentična petnaestominutna verzija "Bičiz Bru " (engl. Bitches Brew) Majlsa Dejvisa (engl. Miles Davis), za koju je tekst napisao Rob. Nomeansno su najpre izdavali ploče za izdavačku kuću Altrnativ Tentakls (engl. Alternative Tentacles). Saradnja sa njima je okončana 2002. godine. Od tada, bend je reizdavao stare albume za Sautern Rekords, u okviru svoje Rong Rekords (engl. Wrong Records) edicije.
U junu 2009. godine, bend je preko svog zvaničnog veb-sajta objavio da planira da počne snimanje novog studijskog albuma u jesen iste godine.

## Stil
Čak i njihovi najraniji albumi pokazuju umpresivne instrumentalne tehnike. Džez je bio jedan od uticajnih pravaca na bend, Robove bas linije imaju ponavljajuć, melodični kvalitet koji često podseća na Čarlsa Mingusa, a zvuk Džonovih bubnjeva ponekad pomalo zvuči kao zvuk bubnjeva Elvina Džounsa ili Arta Blejkija. Džonovo sviranje bubnjeva se takođe spominje kao uticaj na druge, uključujući Dejva Grola i Tima Soljana iz Viktims Femili.
Tekstovi pesama Nomeansno sadrže naizgled beskrajne nizove igara reči vezanih za "Rajt/Rong/Rajt" (engl. Wright/Wrong/Right) (pravo/pogrešno/desno), crnog humora, "zajedljivo izvitoperene tekstove", kao što je na primer "Ded" sa Seks Med-a. Pesma je bila mali hit na radio stanici na koledžu.
Jedna kritika (prilikom konstatacije "divlje inteligencije" benda) upućuje na to da Nomeansno mogu biti "tajni uticaj na mnoštvo met rok i emo bendova sa početka '90-tih, sa jedva kontrolisanim zanosom u pevanju i naglim trzajevima u ritam sekciji."
Podjednako je upečatljiva mogućnost benda da skače iz stila u stil, i uz to sačuva svoj muzički identitet. Oni prelaze iz komplikovanog u jednostavno, iz disonantnosti u melodiju, i sve vreme zvuče kao Nomeansno.

## Drugi Projekti
Alter ego Nomeansno-a su Braća Henson, kvartet u kom Džon peva i (trenutno) Mike Branum iz D Frik Eksident (engl. The Freak Accident) svira bubnjeve. Njihov zvuk karakterišu kao "skoro kao tribjut Ramounsa". D Henson Braders sviraju zabavan pank rok, kao grupa koja ismeva pasivne fanove kanadskog hokeja na ledu. Tekstovi pesama su koncentrisani na hokej, pivo i devojke. Ime potiče od likova iz filma Slep Šot Džordža Roj Hila iz 1977, sa Polom Njumanom u glavnoj ulozi.
Alter ego Roba Rajta je Gospodin Rong, oblači se kao autoritativni sveštenik i često pozira sa pištoljem, i sjajan je basista.
Tom Holiston je izdao nekoliko albuma sa svojim bendom Šoubiznis Džajants, kao i tri solo albuma.
Endi Ker i Džon Rajt svirali su početkom osamdesetih zajedno u Infejms Sajentistsima. Ker je, nakon napuštanja Nomeansno-a, izdao solo CD, i sarađivao sa Viktorija muzičarem, bivšim članom Šauelheda, Skotom Hendersonom u Hisanolu. Ker je nedavno počeo da svira u holandskom duu "Tu Pin Din".

## Članovi benda

### Trenutni članovi
- Rob Rajt (engl. Rob Wright) – bas, vokali, gitara (1979–danas)
- Džon Rajt (engl. John Wright) – bubnjevi, vokali, klavijature (1979–danas)
- Tom Holiston (engl. Tom Holliston) – gitara, vokali (1993–danas)

### Bivši članovi
- Endi Ker (hol. Andy Kerr) – gitara, vokali, pomalo basa (1983–1992)
- Ken Kempster – dodatni bubnjevi (1993–1997)

## Diskografija

### Studijski LP-evi
- 1982 - Mama (sa reizdanjem 2004, i nekim dodatnim pesmama)
- 1986 - Sex Mad
- 1988 - Small Parts Isolated and Destroyed
- 1989 - Wrong (sa reizdanjem 2005, i nekim dodatnim pesmama)
- 1991 - The Sky Is Falling and I Want My Mommy (sa Jello Biafra)
- 1991 - 0 + 2 = 1
- 1993 - Why Do They Call Me Mr. Happy?
- 1994 - [Mr. Right & Mr. Wrong / One Down & Two to Go]
- 1995 - The Worldhood of the World (As Such)
- 1998 - Dance of the Headless Bourgeoisie (sa reizdanjem 2005, i nekim dodatnim pesmama)
- 2000 - [http://en.wikipedia.org/wiki/One_(NoMeansNo_album)One
- 2006 - All Roads Lead to Ausfahrt Архивирано на веб-сајту  (14. април 2009)

### EP-evi
- 1981 - Betrayal, Fear, Anger, Hatred
- 1985 - You Kill Me
- 1988 - The Day Everything Became Nothing
- 1990 - The Power of Positive Thinking
- 1996 - Would We Be Alive?
- 1997 - In the Fishtank Volume 1
- 2001 - Generic Shame

### Singlovi
- 1980 - Look, Here Come the Wormies
- 1987 - Dad
- 1991 - Oh, Canaduh
- 1994 - Leave the Seaside – live bootleg 7"

### Albumi snimljeni uživo
- 1988 - Live at the Paradiso Amsterdam - bootleg - VPRO Radio station recording.
- 1989 - Peel Sessions - BBC Studio Recording but effectively Live Performance.
- 1990 - Live in Warsaw – bootleg cassette
- 1991 - Live + Cuddly

### Kompilacije
- 1985 - It Came from the Pit
- 1990 - Terminal City Ricochet (muzika iz istoimenog filma)
- 1992 - Clam Chowder & Ice Vs. Big Macs and Bombers
- 1992 - Virus 100 (a cappella verzija pesme Dead Kennedys-a, "Forward to Death")
- 1996 - Chaotic Soup (Split sa Ultra-Bide)
- 2004 - The People's Choice (retrospektivna kompilacija)

## Videografija
- 2004 - Would We Be...Live? (Snimak koncerata NoMeansNo i The Hanson Brothers, snimljen u Londonu, na DVD-u)

## Spoljašnje veze
- Zvanični veb sajt sa vestima, kalendarom i forumom
- Sajt izdavačke kuće Southern za evropsko tržište
- Diskografija
- NMN na Last.FM-u
- Izveštaji sa koncerata